# ロウレンサー

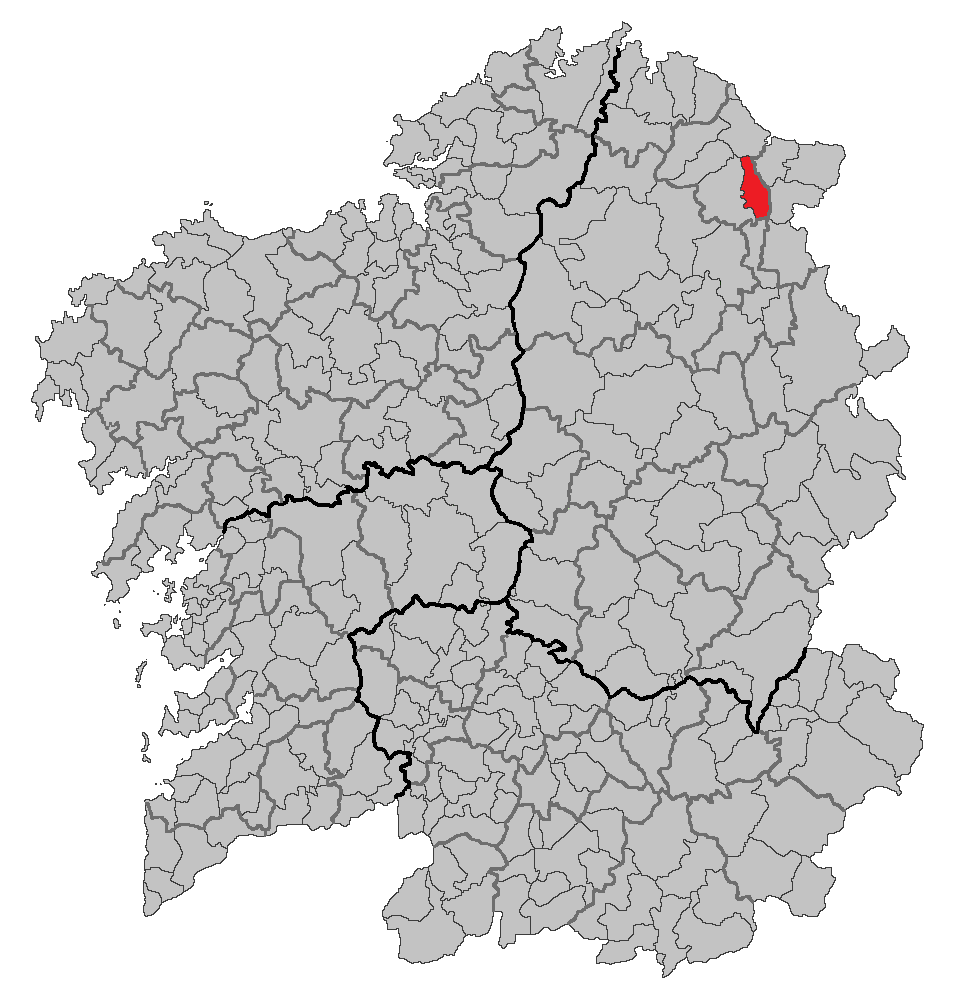
ガリシア州内の位置

ロウレンサー（Lourenzá）は、スペイン、ガリシア州、ルーゴ県の自治体で、コマルカ・ダ・マリーニャ・セントラルに属す。ガリシア統計局によれば、2012年の人口は2,399人（2010年：2,506人、2009年：2,542人、2006年：2,629人、2005年：2,677人、2004年：2,700人、2003年：2,730人）。住民呼称はlaurentino/-a。カスティーリャ語表記はLorenzana（ロレンサーナ）。
ガリシア語話者の自治体住民に占める割合は98.93%（2001年）。

## 地理
ロウレンサーはルーゴ県の北部に位置し、コマルカ・ダ・マリーニャ・セントラルに属する。隣接する自治体は、北がフォス、東がバレイロスとトラバーダ、南がリオトルト、西がモンドニェードで、自治体の中心はロウレンサー教区のビラノーバ地区。
ロウレンサーはモンドニェード司法管轄区に属す。

### 人口
住民は4の教区の89の地区（集落）に居住する。
| ロウレンサーの人口推移 1900－2010                       |
|                                                         |
| 出典:INE（スペイン国立統計局）1900年 - 1991年、1996年 - |

## 政治
自治体首長はガリシア国民党（PPdeG）のビダル・マルティネス＝シエラ・ロペス（Vidal Martínez-Sierra López）、自治体評議員は、ガリシア国民党：6、ガリシア社会党（PSdeG-PSOE）：4、ガリシア民族主義ブロック（BNG）：1となっている（2011年5月22日の自治体選挙結果、得票順）。
| 1999年6月13日自治体選挙 |        |        |          |
| 政党                    | 得票数 | 得票率 | 獲得議席 |
| PPdeG                   | 1,234  | 64.10% | 7        |
| BNG                     | 499    | 25.92% | 3        |
| PSdeG-PSOE              | 178    | 9.25%  | 1        |

| 2003年5月25日自治体選挙 |        |        |          |
| 政党                    | 得票数 | 得票率 | 獲得議席 |
| PPdeG                   | 1,165  | 56.69% | 7        |
| PSdeG-PSOE              | 567    | 27.59% | 3        |
| BNG                     | 296    | 14.40% | 1        |

| 2007年5月27日自治体選挙 |        |        |          |
| 政党                    | 得票数 | 得票率 | 獲得議席 |
| PPdeG                   | 951    | 49.51% | 6        |
| PSdeG-PSOE              | 609    | 31.70% | 3        |
| BNG                     | 336    | 17.49% | 2        |

| 2011年5月22日自治体選挙 |        |        |          |
| 政党                    | 得票数 | 得票率 | 獲得議席 |
| PPdeG                   | 951    | 54.75% | 6        |
| PSdeG-PSOE              | 577    | 33.22% | 4        |
| BNG                     | 166    | 9.56%  | 1        |

## 史跡・名所
- サン・サルバドール・デ・ロウレンサー修道院 - この修道院についての最も古い記録は、947年である。12世紀にはベネディクト会へ帰属し、1505年にはバジャドリのベネディクト会にうつった。1835年10月18日メンディサバルの永代所有財産解放令によって、同修道院は閉鎖され、同修道院付属文書館は壊された。1878年には火災によって大回廊が被害を受け、1910年には、サモス修道院に属する修道院として再び聖職者の一団によって占められた。1942年には修道院は解散、モンドニェード司教区所属へとうつり、1970年までは司教区の神学校（Seminario Menor）の役目を担っていた。

## 教区
ロウレンサーは4の教区に分けられている。太字は自治体中心地のある教区。
- ロウレンサー（サンタ・マリーア）
- サン・トメ・デ・ロウレンサー（サン・トメ）
- サン・シュルショ・デ・ロウレンサー（サン・シュルショ）
- サント・アンドラーオ・デ・ロウレンサー（サント・アンドラーオ）